# 沙攀松縣
沙攀松縣是泰國首都曼谷轄下的50個區之一。

## 概述
沙攀松縣位於曼谷東部，總面積28.124平方公里。根據泰國官方於2017年所作的人口調查數據顯示：居住於沙攀松縣的總人口數量為95537人。沙攀松縣的人口密度為每平方公里3,396.99人。
1997年11月21日，沙攀松縣成為一個獨立的縣。沙攀松縣的大部分地區都是低密度住宅區。